# Abraxas nigrocretacea
Abraxas nigrocretacea är en fjärilsart som beskrevs av Rayner 1923. Abraxas nigrocretacea ingår i släktet Abraxas och familjen mätare. Inga underarter finns listade i Catalogue of Life.